# 扎利斯內 (頓內茨克州)
扎利斯内（羅馬化：Zalisne）是烏克蘭東部頓涅茨克州霍尔利夫卡区斯尼日内市镇内的鎮。距離州府頓涅茨克105公里，始建於1957年，海拔高度270米，2011年該市級鎮人口2,432。